# Pallacanestro Vicenza
La Pallacanestro Vicenza 2012 è una società di pallacanestro maschile di Vicenza che milita in serie B.

Gioca PalaGoldoni  di Vicenza e i suoi colori sociali sono il bianco e il rosso. L’attuale allenatore è Manuel Cilio.

## Storia
Fondata nel 1992 con il nome di Vicenza Basket, vede disputare il suo primo campionato in serie A2 proprio in quell'anno grazie all'acquisizione del titolo dalla Virtus Basket Padova. Al termine della stagione successiva retrocede e ricede i diritti alla squadra padovana.
Nel maggio 2000, dopo aver vinto il playoff finale con Mestre per la promozione in A2, cede i diritti alla Snaidero Udine e chiuse l'attività.
Nella primavera del 2012 viene ufficializzato l'accordo con l'Ardens Silvestrini, società satellite della già conosciuta Virtus Padova, con il quale viene acquisito il diritto a disputare il campionato di serie D Regionale.
Nella prima stagione della rifondata società, viene centrata subito la promozione in serie C Regionale con una giornata di anticipo. Ancora meglio la stagione 2013-14 quando la Pallacanestro Vicenza (sponsorizzata Banca Popolare di Vicenza) vince 30 partite su 30 e conquista la promozione alla Divisione Nazionale con cinque giornate di anticipo.
La promozione in serie B (la terza consecutiva) viene centrata la stagione successiva, dopo un campionato sempre al vertice e nonostante una lieve flessione nella parte finale.
La matricola Asd Pallacanestro Vicenza si comporta onorevolmente in serie B centrando il settimo posto e guadagnandosi il diritto a disputare i play-off per la promozione in serie A2, ma esce al primo turno.
Al secondo anno di B arriva il nuovo sponsor Tramarossa. Al termine di una stagione altalenante, la squadra si gioca la salvezza contro l'Accademia Su Stentu Sestu. Dopo la prima gara persa in trasferta, Vicenza vince gara 2 in casa e ottiene la salvezza in gara tre sul campo avverso di Cagliari.
Il terzo anno di B inizia con il cambio societario voluto da Lega Basket e la ASD (associazione sportiva dilettantistica) si trasforma in SSDRL (Società sportiva dilettantistica a Responsabilità Limitata). Le regole impongono nel campionato 2017/2018 massimo 7 giocatori senior, per cui la società rinuncia a quattro senior (Boaro, Vai, Rizzetto, Ianes) e completa l'organico con due argentini di spessore, il centro Diego Corral e la guardia tiratrice Ariel Svoboda che, con i confermati Andrea ed Umberto Campiello, Chinellato, Montanari e Demartini, completano il roster dei senior.
Lo sponsor Tramarossa viene confermato e l'obiettivo dichiarato è la salvezza.
Tuttavia, la stagione regolare 2017-18 si chiude con il sorprendente terzo posto nel girone B, grazie ad un bilancio di 20 vittorie e 10 sconfitte. La squadra viene poi eliminata in 3 gare al primo turno di playoff contro Valsesia.
La stagione 2018/2019 si apre con un colpo di scena: coach Marco Silvestrucci viene sostituito da Marco Venezia, reduce da una lunga esperienza sulla panchina del Garcia Moreno Arzignano e alla ricerca di nuovi stimoli. La squadra vicentina viene inserita nel girone B della Serie B 2018/2019 e sostituisce Ariel Svoboda ed Eros Chinellato con Enrico Crosato e Daniele Quartieri. Dopo un avvio brillante, i biancorossi hanno un calo nella parte centrale della stagione, ma grazie ad un gran finale di regular season agguantano comunque i play off con il settimo posto. Ancora una volta il primo turno è fatale a Vicenza che cede il passo al Basket Piombino in tre partite.
Il campionato 2019/2020 si apre con la conferma di Venezia in panchina e i saluti ad alcuni dei veterani della squadra: il capitano Umberto Campiello, suo fratello Andrea (storico recordman di punti), Daniele Demartini e Daniele Quartieri lasciano il capoluogo berico, venendo sostituiti dalla guardia Antonio Brighi, il playmaker Stefano Cernivani e dal centro Luca Pedrazzani. I gradi di capitano passano a Pietro Montanari.

## Roster 2018-19
|    | Naz.                 | Ruolo | Sportivo               | Anno | Alt. | Peso |  |
| -- | -------------------- | ----- | ---------------------- | ---- | ---- | ---- |  |
| 1  | Italia (bandiera)    | P     | Giorgio Galipò         | 1999 | 175  | 70   |  |
| 7  | Italia (bandiera)    | P     | Michael Dee Owens      | 2002 | 180  | 74   |  |
| 9  | Italia (bandiera)    | A     | Pietro Montanari       | 1991 | 193  | 92   |  |
| 10 | Argentina (bandiera) | C     | Diego Corral           | 1986 | 203  | 96   |  |
| 13 | Italia (bandiera)    | P     | Tommaso Gianesini      | 2002 | 184  | 80   |  |
| 15 | Italia (bandiera)    | A     | Piergiacomo Rigon      | 2001 | 197  | 86   |  |
| 20 | Italia (bandiera)    | P     | Sasha Nicholas Vidrini | 2001 | 186  | 73   |  |
| 23 | Italia (bandiera)    | G     | Gianmarco Conte        | 1997 | 191  | 88   |  |
| 24 | Italia (bandiera)    | G     | Antonio Brighi         | 1997 | 190  | 80   |  |
| 34 | Italia (bandiera)    | A     | Enrico Crosato         | 1985 | 196  | 96   |  |
| 39 | Italia (bandiera)    | A     | Riccardo Milani        | 2001 | 195  | 85   |  |
| 55 | Italia (bandiera)    | P     | Stefano Cernivani      | 1991 | 185  | 82   |  |
| 76 | Italia (bandiera)    | C     | Luca Pedrazzani        | 1997 | 200  | 105  |  |

### Staff tecnico
| Allenatore:                          | Gabriele Ghirelli |
| 1° Assistente:                       | Hattab Dridi      |
| 2° Assistente:                       | Matteo Bettella   |
| Preparatore Fisico e Fisioterapista: | Riccardo Rossato  |
| Team Manager:                        | Andrea Tona       |
| Fisioterapista:                      | Roberto Rinaldi   |
| Dirigente accompagnatore:            | Massimo Carta     |